# Бенедетто Кастеллі
Бенедетто Кастеллі (італ. Benedetto Castelli; 1578 — 1643) — італійський математик епохи Відродження, учень Галілео Галілея. Закінчив Падуанський університет, викладав, зокрема, в університеті ла Сап'єнца.